# Tombolo

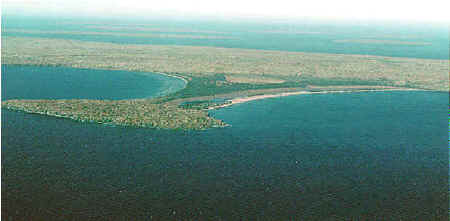
Tombolo vid Stockton Island i Ashland County i Wisconsin, USA.

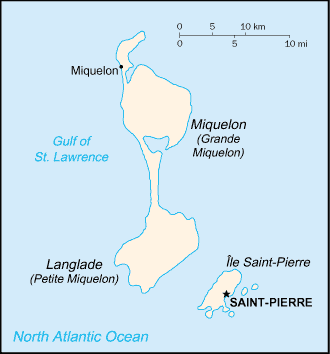
Karta över Saint Pierre och Miquelon.

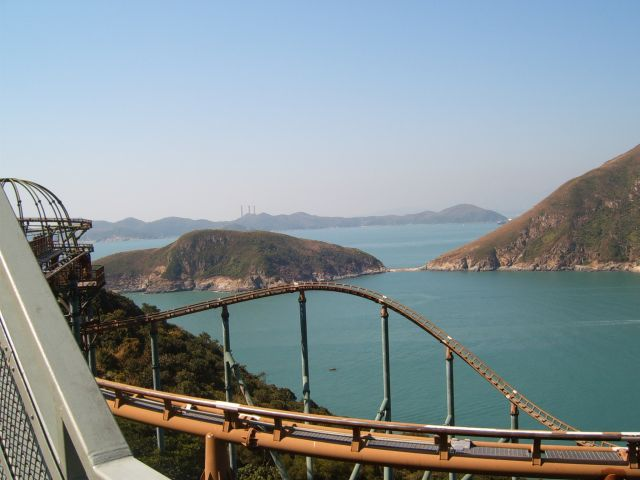
Ap Lei Pai (till vänster), en holme som hänger ihop med Ap Lei Chau (till höger), en större ö, sydväst om Hongkong.

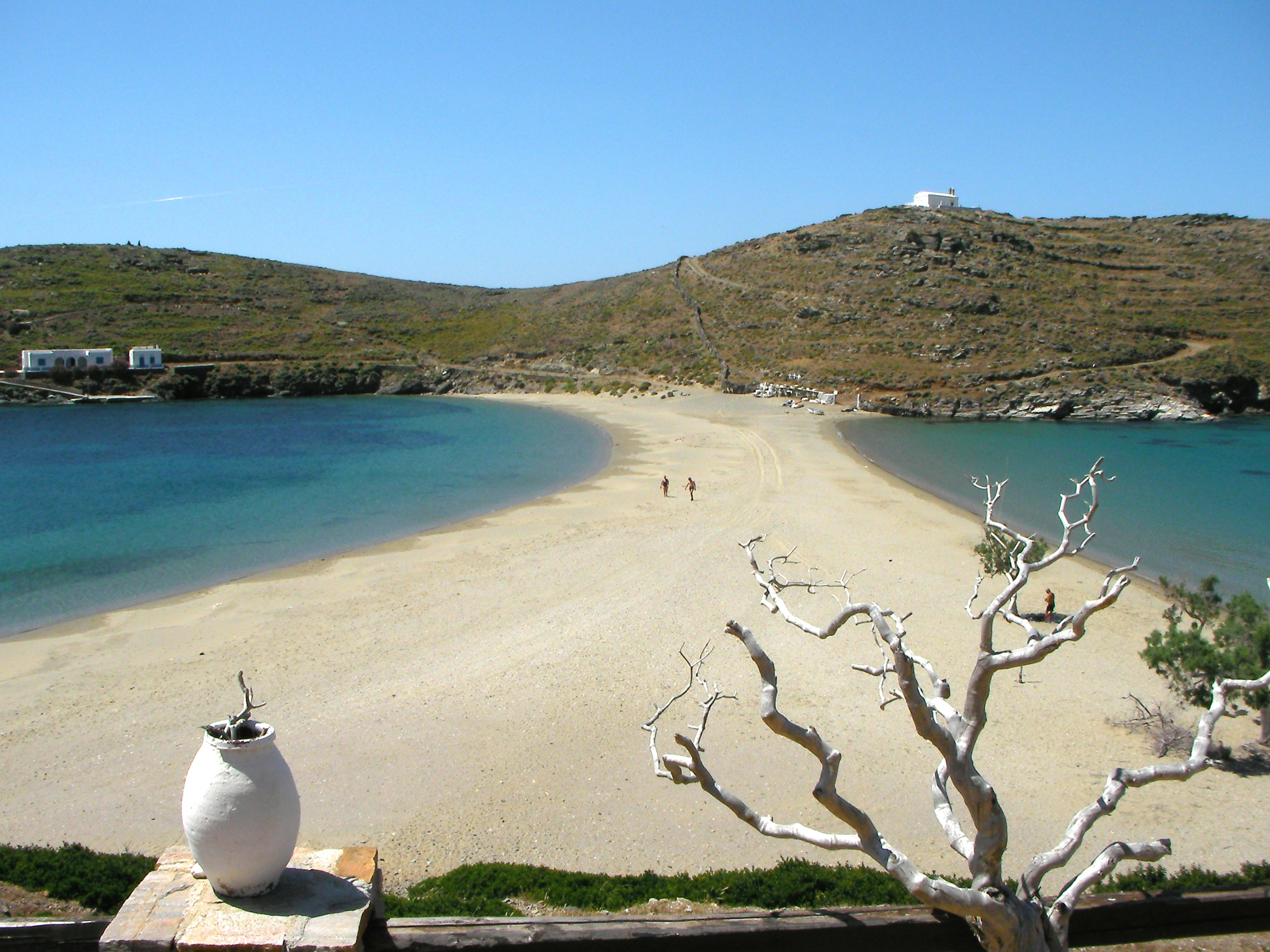
Tombolo som leder ut till ön Agios Loukas i nordvästra Kythnos

En tombolo är en landform av sedimentation som ett ed eller en bank som bildar en smal landtunga mellan en ö och fastlandet, eller mellan två öar. De uppstår av att vågor refrakterar runt ön och drar med sig sand och grus från båda sidor av ön och samlas upp mellan ön och fastlandet eller mellan de två öarna. Skiftande havsnivåer kan också påverka uppsamlingen av material när havsnivån stiger.

## Några tombolor
- Mersey Point i Shoalwater i Väst-Australien
- Edet vid Aden i Jemen
- Aupouri Peninsula i Nya Zeeland
- Barranjoey Headland i Pittwater, New South Wales, Australien
- Chappaquiddick Island i Martha's Vineyard, Massachusetts, USA
- Charles Island i Connecticut, USA
- Chesil Beach i Dorset, England
- Cheung Chau, Hongkong
- Fingal Bay i New South Wales, Australien
- Howth Head i Dublin, Irland
- Kettla Ness i West Burra på Shetlandsöarna, Skottland
- Llandudno i Wales
- Maharees i Dinglehalvön, Irland
- Miquelon i Saint-Pierre och Miquelon
- Agios Loukas på Kythnos, Grekland
- Monemvasiá i Lakonía i Peloponnes, Grekland
- Mont Saint-Michel i Normandie, Frankrike
- Monte Argentario i Toscana i Italien
- Mount Maunganui i Nya Zeeland
- Nahant, i Massachusetts, USA
- Palisadoes i Kingston, Jamaica
- Presqu'ile Provincial Park i Ontario, Kanada
- Quiberon i Frankrike
- St Ninian's Isle i Shetlandsöarna, Skottland
- Yei of Huney, Huney i Shetlandslarna, Skottland
- Langness i Castletown Bay, Isle of Man, Storbritannien
- Dawlish warren i Devon, England
- Knappelskär, Lövhagen, Nynäshamns kommun, Sverige